# Amédée Reuchsel
Pour les articles homonymes, voir Reuchsel.
Amédée Reuchsel est un organiste et compositeur français né le 21 mars 1875 à Lyon et mort le 10 juillet 1931 à Montereau.

## Biographie
Amédée Reuchsel naît le 21 mars 1875 à Lyon,. Il est le fils du musicien lyonnais Léon Reuchsel,,.
Il étudie avec Edgar Tinel, Auguste Dupont et Alphonse Mailly au Conservatoire royal de Bruxelles, où il obtient les premiers prix d'orgue, d'harmonie, de contrepoint et de composition, avant de travailler à Paris auprès de Gabriel Fauré,,.
Amédée Reuchsel retourne ensuite à Lyon, où il est organiste au Grand temple et à la chapelle du lycée Ampère, avant de se fixer à Paris, où il devient titulaire de l'orgue de l'église Saint-Denys-du-Saint-Sacrement.
En 1908, il est lauréat du prix Chartier,.
Comme compositeur, Amédée Reuchsel est l'auteur de plusieurs pièces pour orgue, publiées chez Lemoine, Jobert ou Dupuis, de pièces de musique de chambre, d'un oratorio, Daniel, d'un opéra, La Moisson sanglante, et de divers ouvrages théoriques, Théorie abrégée de la musique (Paris, 1911), L'Éducation musicale populaire et Solfège classique et moderne (en 18 volumes, Paris, 1913) à l'intention du Conservatoire de Paris,,.
Amédée Reuchsel meurt le 10 juillet 1931 à Montereau,. Officier d'Académie, il est le frère de Maurice Reuchsel et le père d'Eugène Reuchsel.